# Hermina
A Hermina női név a Herman férfinév női párja, más feltevések szerint a germán Ermin vagy Irmin isten nevével függ össze.

## Rokon nevek
- Mína:[1] a Hermina és a Vilhelmina névnek a germán rövidüléséből származik.[3]
- Minka:[1] a Hermina és a Vilhelmina beceneve[3]
- Minna:[1] a Hermina és a Vilhelmina névnek a germán rövidüléséből származik, de az ófelnémetben önálló szó volt, aminek a jelentése szerelem.[3]

Hermia

## Gyakorisága
Az 1990-es években a Hermina igen ritka, a Mína, Minka és Minna szórványos nevek voltak, a 2000-es években nem szerepelnek a 100 leggyakoribb női név között.

## Névnapok
Hermina:
- január 3.[2]
- április 13.[2]
- április 18.[2]
- augusztus 3.[2]
- december 24.[2]

Mína, Minka, Minna:
április 13.

## Híres Herminák, Mínák, Minkák, Minnák
- Czóbel Minka író, műfordító
- Minna Canth - finn író, költő

### Uralkodók
- Hermina anhalti hercegnő, József nádor második felesége, István nádor anyja.
- Hermina Amália főhercegnő, József nádor és Hermina anhalt hercegnő leánya.